# Departamento Dos de Abril
Dos de Abril es un departamento en la provincia del Chaco, Argentina.
Se estableció mediante la Ley Provincial 3814 de 1992 sobre la base de territorio que antes pertenecía a los departamentos Fray Justo Santa María de Oro y Doce de Octubre.
El nombre homenajea a los combatientes en la Guerra de Malvinas.

## Límites
Limita al norte y oeste con el departamento 12 de Octubre, al este con el departamento Mayor Luis Fontana, al sur y sudoeste con el departamento Fray Justo Santa María de Oro.

## Demografía
Cuenta con 8319 habitantes (Indec, 2022), lo que representa un incremento promedio anual del 0.98% frente a los 7432 habitantes (Indec, 2010) del censo anterior. La mediana de edad se estableció en 31 años.
| Gráfica de evolución demográfica de Departamento Dos de Abril entre 2001 y 2022 |
|                                                                                 |
| Fuente: Censos nacionales del INDEC                                             |

## Localidades
La mayor parte de la población se concentra en la ciudad cabecera. El resto de la población es de carácter rural y en gran parte se encuentra dispersa.
| Cabecera (Población 2010) | Localidades (Población 2010) |
| ------------------------- | ---------------------------- |
| Hermoso Campo (5011 hab.) | - Itín (441 hab.)            |

## Economía
La economía del departamento Dos de Abril se basa en el sector primario. Junto con otros departamentos del centro-oeste de la provincia integra una región conocida como «Domo Agrícola», caracterizada por la producción agrícola. 
Junto con el sur del departamento Almirante Brown y los departamentos 9 de Julio, Chacabuco, Doce de Octubre y General Belgrano conforma un área que concentra el 61% de la superficie en producción de la provincia.